# Hondshaai
De hondshaai (Scyliorhinus canicula) is een kleine haaiensoort uit de familie van de kathaaien (Scyliorhinidae).

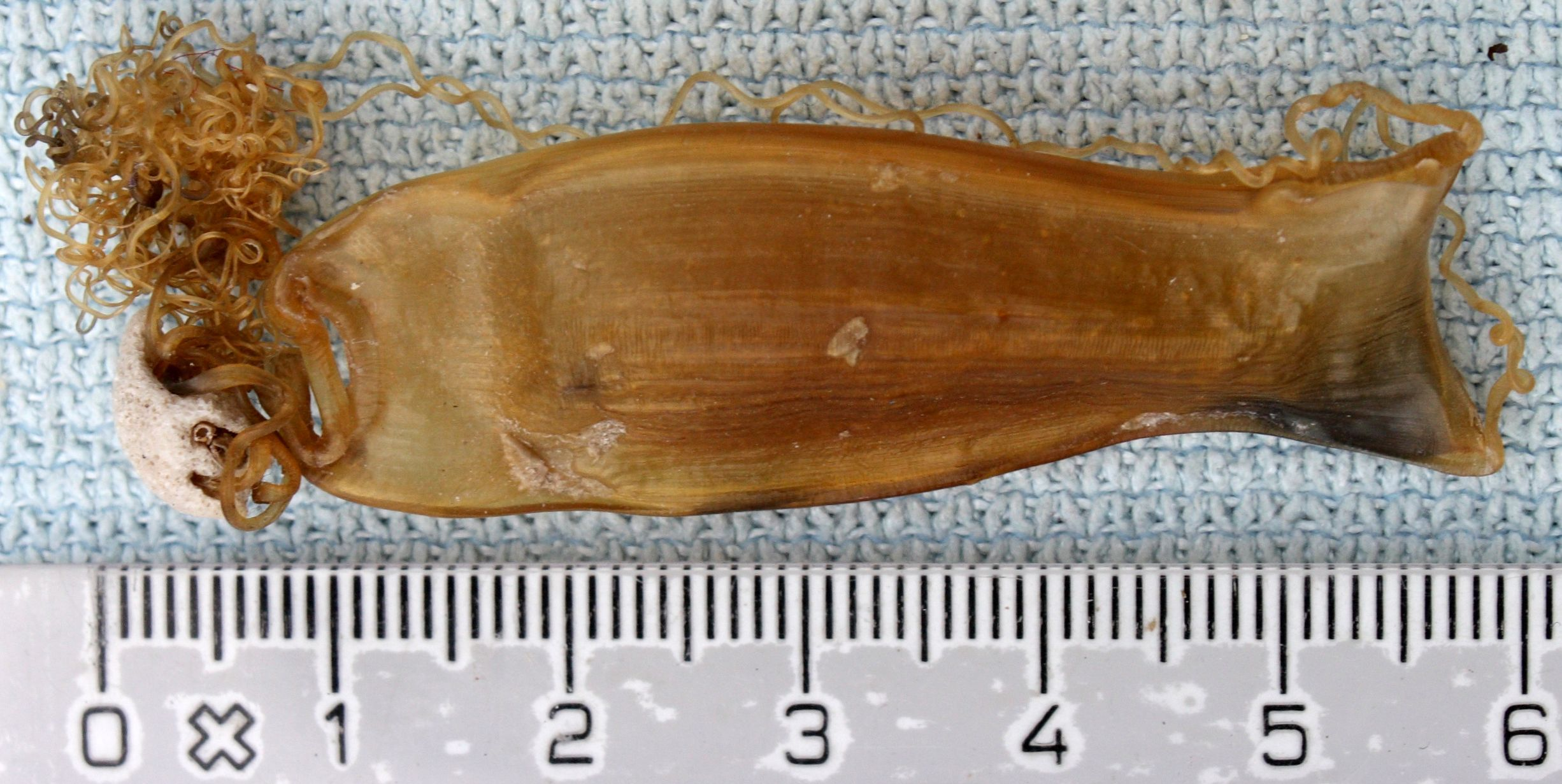
Lengte van het ei

## Kenmerken
Het lichaam van de hondshaai is glad, langgerekt en slank en wordt tot 76 centimeter lang en 3 kilogram zwaar. De haai heeft neusgaten en een bek aan de onderzijde van zijn kop, de neusflappen zijn eenvoudig gevormd en lopen door tot de bek. Vijf paar kleine kieuwopeningen. De bovenzijde is lichtbruin met opvallende kleine donkerbruine vlekken. 
Wegens zijn vlekkenpatroon wordt deze haai ook wel de kleingevlekte kathaai genoemd, de kathaai heet dan grootgevlekte kathaai.

## Leefwijze
De solitaire hondshaai is vooral in de schemering en 's nachts actief. Zijn voedsel zoekt hij op de bodem en bestaat voornamelijk uit schaal- en schelpdieren, wormen en kleine visjes.

### Voortplanting
De hondshaai is eierleggend, in tegenstelling tot de meeste grotere haaiensoorten. De eieren worden wel - zoals bij alle haaien - inwendig bevrucht. Dit is mogelijk omdat de buikvinnen gedeeltelijk tot claspers zijn omgevormd. De paring vindt plaats in diep water maar de eieren worden in ondiep water gelegd. Het vrouwtje legt 18 à 20 eieren, elk ongeveer 6 cm lang, in zeewiervelden. Elk ei, dat zich in een rechthoekige hoornachtige eikapsel bevindt, wordt met lange buigzame draden die zich op de hoeken bevinden bevestigd aan stenen of wier. Na ongeveer 9 à 11 maanden komen de eieren pas uit; de jongen zijn bij de geboorte tussen de 7 en 10 cm lang en een natuurgetrouwe kopie van de ouder.
De eikapsels spoelen regelmatig aan op het strand, soms met een nog levend embryo erin, zoals op 24 augustus 2016 op Schiermonnikoog.

## Verspreiding en leefgebied
Deze haai leeft op de Atlantische kusten van Noorwegen tot Ivoorkust, in de Middellandse Zee en in de Noordzee, vooral op met wier begroeide zandbanken. Het is de meest algemene haaiensoort van Europa.

## Zandhaai
In de volksmond wordt de hondshaai dikwijls zandhaai genoemd vanwege de zandkleur van het dier. Deze kleur zorgt ervoor dat deze haai gemakkelijk ongemerkt een prooi kan benaderen.

## Trivia
- De hondshaai wordt gevangen voor consumptie. De commerciële waarde is gering.
- De hondshaai werd in België door VLAM uitgeroepen tot vis van het jaar 2015.